# لیمیرا دو اوسته
لیمیرا دو اوسته (به پرتغالی: Limeira do Oeste) یک منطقهٔ مسکونی در برزیل است که در میناز ژرایس واقع شده‌است. لیمیرا دو اوسته ۱٬۳۱۷ کیلومتر مربع مساحت و ۷٬۵۸۹ نفر جمعیت دارد.